# سیارک ۹۱۲

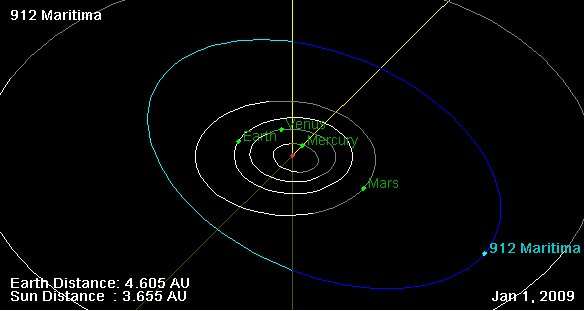
نمایی از محل قرارگیری سیارک ۹۱۲ در مدار – ۲۰۰۹

سیارک ۹۱۲ (به انگلیسی: 912 Maritima، نامگذاری:1919FJ) نهصد و دوازدهمین سیارک کشف شده‌است که در ۲۷ آوریل ۱۹۱۹ کشف شد.
قدر مطلق سیارک برابر ۸٫۴۰ است.